# Olympische Sommerspiele 1948/Teilnehmer (Britisch-Guyana)
| Gelbes Symbol für Goldmedaillen mit stilisierten Olympischen Ringen | Graues Symbol für Silbermedaillen mit stilisierten Olympischen Ringen | Braundes Symbol für Bronzemedaillen mit stilisierten Olympischen Ringen |
| ------------------------------------------------------------------- | --------------------------------------------------------------------- | ----------------------------------------------------------------------- |
| —                                                                   | —                                                                     | —                                                                       |

Britisch-Guayana, das heutige Guyana, nahm an den Olympischen Sommerspielen 1948 in London mit einer Delegation von vier männlichen Athleten an sieben Wettkämpfen in drei Sportarten teil. Es war die erste Teilnahme Guyanas an Olympischen Spielen, Medaillen wurden keine gewonnen.

## Teilnehmer nach Sportarten

### Gewichtheben
- Alphonso Correia
Federgewicht: 18. Platz

- Orlando Chaves
Mittelgewicht: 21. Platz

### Leichtathletik
- Charles Thompson
100 Meter: Vorläufe
Weitsprung: 19. Platz in der Qualifikation

### Radsport
- Laddie Lewis
Straßenrennen: DNF
Sprint: Hoffnungslauf  nach Vorrunde
1000 Meter Zeitfahren: 21. Platz